# Unión Deportiva Almansa
Maillots
L'Unión Deportiva Almansa est un club de football espagnol basé à Almansa.